# Brygge (arrondissement)
Brygge (nederländska: Arrondissement Brugge) är ett arrondissement i Belgien.   Det ligger i provinsen Västflandern och regionen Flandern, i den nordvästra delen av landet, 90 kilometer väster om huvudstaden Bryssel.

## Kommuner
Följande kommuner ingår i arrondissementet;

- Beernem
- Blankenberge
- Brygge
- Damme
- Jabbeke
- Knokke-Heist
- Oostkamp
- Torhout
- Zedelgem
- Zuienkerke